# Faramir
Faramir es un personaje ficticio que forma parte del legendarium creado por el escritor británico J. R. R. Tolkien y que aparece en su novela El Señor de los Anillos. Es el  hermano menor de Boromir de la Compañía del Anillo y el segundo hijo de Denethor II, senescal del reino de Gondor. Las relaciones entre estos tres personajes se van desarrollando a medida que avanza la historia, al igual que con las descripciones en los apéndices.
Faramir apareció en la historia por primera vez en Las dos torres, cuando se enfrentó a la tentación de tomar posesión del Anillo Único después de haberse encontrado con Frodo Bolsón. En El retorno del Rey, lideró las fuerzas de Gondor durante la Guerra del Anillo, en la que estuvo a punto de morir. Finalmente, sucedió a su padre como senescal y contrajo matrimonio con Éowyn.
En el libro La Guerra del Anillo, Christopher Tolkien explica que su padre no había previsto la aparición de Faramir mientras escribía las primeras partes de El Señor de los Anillos, sino que la concepción del personaje había tenido lugar en el mismo momento de ser descrita su aparición en Las dos torres. J. R. R. Tolkien notó, en aquel momento, que la irrupción de Faramir implicaría el aplazamiento del desenlace de la historia y se necesitaría una descripción adicional de Gondor y Rohan. Mucho después de completar El Señor de los Anillos, Tolkien afirmaría que, de todos los personajes que participan de una u otra manera en la obra, Faramir es el personaje que mejor lo representa, ya que le asignó deliberadamente varios de sus propios rasgos y características.

## Historia ficticia
Las primeras etapas de la vida de Faramir no están descritas detalladamente en la narración principal de El Señor de los Anillos, pero se desarrollan en mayor medida en los apéndices. Se relata que Faramir nació en el año 2983 de la Tercera Edad y que su padre era Denethor II, un hombre de estirpe noble dada su pertenencia al linaje de los senescales de Gondor, cargo que asumió un año después del nacimiento de Faramir. Denethor se había casado con Finduilas, hija del príncipe Adrahil de Dol Amroth; sin embargo, ella había muerto cuando Faramir tan solo tenía cinco años, lo que le dejó al joven «un recuerdo de una dulce belleza lejana, y de su primer dolor».
En los años que siguieron a la muerte de Finduilas, Denethor se volvió un hombre sombrío y apartado de su familia. Sin embargo, la relación entre Faramir y su único hermano, Boromir, quien era cinco años mayor que él, se volvió más cercana. Los dos hermanos tenían una buena relación y, tanto durante la infancia como durante los años posteriores, no existió ningún tipo de rivalidad o celos entre ellos a pesar del favoritismo explícito de Denethor hacia su hijo primogénito. Con un hermano algo autoritario y un padre bastante severo —cuyo fuerte carácter, sumado a su estatus de «señor de los Númenóreanos», intimidaba a Faramir—, el joven hermano de Boromir solía verse obligado a callar sus propias opiniones y a soportar todo aquello que le disgustaba o lo dejaba disconforme. Entre otras cosas, a Denethor le desagradaba que su hijo recibiera frecuentemente al mago Gandalf, quien ocasionalmente visitaba Minas Tirith, la capital de Gondor. A pesar de esto, dada su avidez de conocimientos, Faramir aprendió mucho de Gandalf, sobre la historia de su propio reino y sobre la muerte de Isildur.
Para ese entonces, hacía ya largo tiempo que Gondor estaba amenazado por el reino cercano de Mordor. En el año 3018 de la Tercera Edad, el señor oscuro Sauron decidió emprender finalmente la Guerra del Anillo y atacó a la ciudad en ruinas de Osgiliath debido a que esta resguardaba un pasaje a Minas Tirith. Faramir y Boromir comandaron la defensa y estuvieron entre los pocos que lograron sobrevivir cuando la mitad oriental de Osgiliath fue tomada y los puentes, situados a lo largo del Río Anduin, fueron destruidos.
En La Comunidad del Anillo se relata que, poco antes de la batalla, Faramir había tenido un sueño profético que más tarde se le volvería recurrente, y que incluso se le presentaría a Boromir una vez. En el sueño, una voz hablaba sobre el concilio que iba a tener lugar en Rivendel, lejos al norte de las fronteras de Gondor, sobre «el despertar del "Daño de Isildur"» y «la aparición del "Mediano"». Faramir decide entonces viajar hacia Rivendel para escuchar el consejo de Elrond, el Medio Elfo, pero Boromir exige llevar a cabo dicha misión él mismo. Aquel pedido fue aprobado por Denethor y por su consejo de ancianos en detrimento de las intenciones de Faramir; por ello, este último no tuvo otra alternativa que quedarse defendiendo a Gondor en los campos de batalla.

### Las dos torres

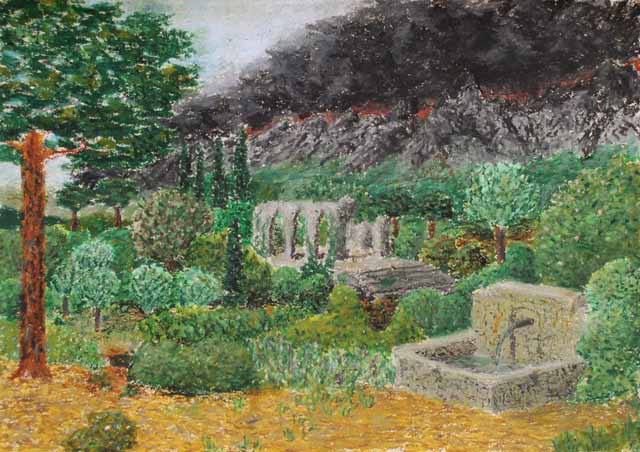
Ilustración de Ithilien, lugar del encuentro entre Faramir y Frodo Bolsón, por Matěj Čadil.

Faramir se encontró por primera vez con los hobbits Frodo Bolsón y Samsagaz Gamyi en Ithilien, y reconoció en ellos a los «Medianos» mencionados en sus sueños. Faramir interrogó a Frodo sobre su misión y este reveló que había partido desde Rivendel junto con otros ocho compañeros. Asimismo, le preguntó recurrentemente por Boromir.
Una noche, mientras hacía guardia, Faramir descendió hasta el Anduin después de haber visto un bote llevado por la corriente del río. El bote contenía el cuerpo sin vida de su hermano, que había sido asesinado por los orcos.
En el refugio secreto de los montaraces de Ithilien detrás de la catarata Henneth Annûn, Faramir también le preguntó a Frodo sobre el Anillo Único, pero el hobbit trató de evadir el tema. Por lo tanto, llegó a la conclusión de que el hobbit llevaba consigo una de las grandes armas de Sauron, los Anillos de Poder. Sam accidentalmente habló del deseo de Boromir de poseer el Anillo Único y terminó revelando de este modo el objeto que Frodo estaba portando. Llegada esa circunstancia, Faramir mostró la diferencia entre él y su hermano: al contrario de lo que temían los hobbits, entendió que no debía utilizar dicha arma y si bien lo deseaba con mucha fuerza, logró controlarse. Sus palabras al respecto fueron:

¡Pero no temas! Yo no me apoderaría de esa cosa ni aun cuando la encontrase tirada en la orilla del camino. Ni aunque Minas Tirith cayera en ruinas, y solo yo pudiera salvarla, así, utilizando el arma del señor oscuro para bien de la ciudad, y para mi gloria. No, no deseo semejantes triunfos, Frodo hijo de Drogo.
Faramir

Además, tras pasar por esta experiencia, Faramir se dio cuenta de la terrible tentación que su hermano había tenido que enfrentar y supo que Boromir, de haber tenido la posibilidad concreta de colocarse el Anillo Único, no habría sido capaz de oponer resistencia alguna a la seducción que el objeto habría ejercido sobre él. Faramir se convirtió, con estos sucesos, en el único ser humano —junto a Aragorn el montaraz del norte— que logró superar exitosamente la tentación del Anillo Único.
Finalmente, les dio provisiones y los dejó continuar con su misión. Sin embargo, juzgó necesario advertir a Frodo que su guía, Gollum, era una criatura traicionera y que un terror desconocido habitaba en Cirith Ungol, a donde este los conducía.

### El retorno del Rey
A la mañana siguiente en Cair Andros, Faramir envió a su compañía hacia el sur para reforzar la guarnición ubicada en Osgiliath, en tanto que él y tres de sus hombres se encaminaban a Minas Tirith. Mientras transitaban este camino fueron perseguidos por los Nazgûl, servidores de Sauron, pero Gandalf acudió hacia ellos en su ayuda y espantó temporalmente a los espectros. Faramir llegó a Minas Tirith y allí relató su encuentro con Frodo y Sam al mago y a su padre. Denethor se disgustó sumamente con el hecho de que Faramir hubiese permitido a los hobbits intentar ingresar a Mordor con el Anillo, en lugar de llevarlos nuevamente hacia Minas Tirith para que fuese escondida la joya.
El lugarteniente de Sauron, el señor de los Nazgûl, condujo una fuerza mucho mayor a la de Gondor que partió de Minas Morgul y atacó Osgiliath. Después de que esta última fuese tomada, Faramir, que comandaba la defensa, decidió permanecer con la retaguardia para asegurarse de que la retirada hacia los Campos del Pelennor no conllevase ningún riesgo. Él resultó gravemente herido por una flecha haradrim y por el Puñal de Morgul del señor de los Nazgûl. Tras esto, todos los soldados de caballería de la ciudad acudieron en su ayuda y lo llevaron de vuelta a Minas Tirith.
Cuando Faramir arribó inconsciente a Minas Tirith, Denethor creyó que estaba fatalmente herido. Este pensamiento, sumado a una visión que había tenido en una palantir, hicieron que Denethor perdiera el juicio. Ordenó a sus sirvientes que construyeran una pira funeraria en la Casa de los Senescales para él y su hijo. Peregrin Tuk, que cumplía la función temporaria de sirviente de Denethor, alertó a Gandalf y a Beregond, uno de los Guardias de la Torre con quien había entablado amistad. Gandalf y este lograron detener justo a tiempo el inminente sacrificio de Faramir, mientras que Denethor, loco de pena, saltó en la pira ardiente y se quemó vivo.
Dos días después, cuando ya la batalla hubo terminado, Aragorn acudió en ayuda de Faramir y lo revivió con hojas de la planta athelas en las Casas de Curación. Durante los días siguientes, mientras aún se encontraba en plena recuperación en las Casas, Faramir conoció a la dama Éowyn de Rohan, hermana del rey Éomer de los Rohirrim. La belleza y el porte orgulloso de esta mujer, así como la pena que ella sentía por él, lograron que Faramir se enamorara. Éowyn siempre rechazaba sus avances, solo deseando ir a la guerra para encontrar el honor en la muerte, pero pronto la joven resignada correspondió al hijo de Denethor.
Faramir sirvió como senescal gobernante durante un breve tiempo y comenzó a preparar la ciudad para la llegada de Aragorn, quien era ahora el rey de Gondor. En el día de la coronación oficial, Faramir renunció a su cargo. Aragorn, sin embargo, anunció que mientras su linaje durara, Faramir y sus descendientes serían senescales de Gondor.
Además, Aragorn otorgó el título de «príncipe de Ithilien» a Faramir, quien se convirtió —junto al príncipe de Dol Amroth— en el nuevo comandante en jefe del ejército del rey Elessar. En una carta dirigida a un lector de El Señor de los Anillos, Tolkien escribió que los deberes de Faramir también incluían ser guardia residente del principal puesto de avanzada oriental de Gondor, reconquistando territorios perdidos y liberándolos de bandidos y orcos. Entre los lugares que debían ser saneados se destacaba Minas Morgul, la antigua ciudad gondoriana denominada «Minas Ithil» que Sauron había capturado y renombrado hacía mucho tiempo. Faramir también cumplía el tradicional rol del senescal, actuando como el consejero principal del rey y gobernando a Gondor en su ausencia.
Faramir estableció su residencia con Éowyn en Emyn Arnen, donde ambos tuvieron un hijo llamado Elboron. Después de la muerte de Faramir en el año 82 de la Cuarta Edad, su hijo lo sucedió en todos sus títulos. Barahir, nieto de Faramir, escribió Los Relatos de Aragorn, los cuales fueron transcritos en el Libro del Thain en forma abreviada por Findegil.

## Características
En lo que respecta al aspecto físico, Tolkien escribió que Faramir se asemejaba en gran medida a Boromir, quien en La comunidad del anillo fue descrito como «un hombre alto de cara hermosa y noble, cabello oscuro y ojos grises, de mirada orgullosa y seria». Los miembros del linaje de los senescales eran conocidos por ser de apariencia y porte más noble que la mayoría de los habitantes de Gondor. Más aun, sobre Faramir se ha dicho que «por un azar extraño la sangre de Oesternesse le corre casi pura por las venas». Esta última característica fue descrita por Pippin:

[Faramir] era un hombre de alta nobleza, semejante a la que por momentos viera en Aragorn, menos sublime quizá pero a la vez menos imprevisible y remota: uno de los Reyes de los Hombres nacido en una época más reciente, pero tocado por la sabiduría y la tristeza de la Antigua Raza. [...] Era un capitán a quien los hombres seguirían ciegamente, [...] aun bajo la sombra de las alas negras.
Peregrin Tuk

La personalidad de Faramir se describe principalmente en los apéndices de El Señor de los Anillos.

Leía en el corazón de los hombres con tanta penetración como su padre, y lo que en ellos leía lo movía a la piedad antes que al desprecio. Era de porte gentil, y un amante de la ciencia y de la música, por lo que muchos en aquellos días juzgaban su coraje menor que el de su hermano. Pero no era así, salvo en que no buscaba la gloria en el peligro sin propósito.
Apéndices de El Señor de los Anillos

Faramir era muy distinto a su hermano en cuanto a la personalidad: según el primero, la sabiduría y el conocimiento prevalecían sobre la fuerza y el poder. Su capacidad de liderazgo, así como su habilidad con las armas y su juicio noble pero severo, lo convirtieron en un guerrero muy respetado y tenido en alta estima no solo por el ejército, sino por todo el pueblo de Gondor. Durante la Guerra del Anillo, Faramir defendió a Gondor de las fuerzas de Sauron en muchos frentes, pero no disfrutaba luchar solamente por su propio beneficio. Mucho después de completar El Señor de los Anillos, Tolkien escribiría: «Si algún personaje se me parece, este es Faramir». La relación de la creación literaria con la guerra reflejaba la experiencia del autor: Tolkien había sido soldado durante la Primera Guerra Mundial y había luchado en la Batalla del Somme.
Shana Watkins, en su monografía Embracing the Took: Kinship Between Middle Earth and Sixties Youth usó a Faramir para destacar las consecuencias positivas que tuvo la educación, en su opinión, en la sociedad de las décadas de 1960 y 1970. El senescal, según este escrito, era un hombre educado y amante de las soluciones pacíficas, que decepcionó a su padre debido a esto. La autora comparó esta actitud con la de los jóvenes estadounidenses que se opusieron a la Guerra de Vietnam. Por otra parte, destacó que Faramir era la prueba de que Tolkien no aprobaba las guerras y la violencia, ya que permaneció con vida en todos los libros de la trilogía y tuvo un final feliz.
Tolkien plasmó su sueño de la «oscuridad inexpugnable» en el personaje de Faramir, quien se lo relata a Éowyn en el quinto capítulo de El retorno del Rey. Sobre esto, Tolkien escribió: «Porque cuando Faramir habla de su visión privada de la Gran Ola, habla por mí. Esa visión y ese sueño han estado siempre conmigo, y ha sido heredado (solo lo descubrí recientemente) por uno de mis hijos».

## Árbol genealógico
|  |  | Senescales de Gondor | Senescales de Gondor | Senescales de Gondor | Senescales de Gondor | Senescales de Gondor | Senescales de Gondor |  |  | Príncipes de Dol Amroth | Príncipes de Dol Amroth | Príncipes de Dol Amroth | Príncipes de Dol Amroth | Príncipes de Dol Amroth | Príncipes de Dol Amroth |         |  |  |  |  |  |        |        |        |        |        |        |  |  | Reyes de Rohan | Reyes de Rohan | Reyes de Rohan | Reyes de Rohan | Reyes de Rohan | Reyes de Rohan |  |  |  |  |  |  |  |  |  |  |  |  |  |  |  |  |  |  |  |  |
|  |  | Senescales de Gondor | Senescales de Gondor | Senescales de Gondor | Senescales de Gondor | Senescales de Gondor | Senescales de Gondor |  |  | Príncipes de Dol Amroth | Príncipes de Dol Amroth | Príncipes de Dol Amroth | Príncipes de Dol Amroth | Príncipes de Dol Amroth | Príncipes de Dol Amroth |         |  |  |  |  |  |        |        |        |        |        |        |  |  | Reyes de Rohan | Reyes de Rohan | Reyes de Rohan | Reyes de Rohan | Reyes de Rohan | Reyes de Rohan |  |  |  |  |  |  |  |  |  |  |  |  |  |  |  |  |  |  |  |  |
|  |  | Denethor II          | Denethor II          | Denethor II          | Denethor II          | Denethor II          | Denethor II          |  |  | Finduilas               | Finduilas               | Finduilas               | Finduilas               | Finduilas               | Finduilas               |         |  |  |  |  |  | Éomund | Éomund | Éomund | Éomund | Éomund | Éomund |  |  | Théodwyn       | Théodwyn       | Théodwyn       | Théodwyn       | Théodwyn       | Théodwyn       |  |  |  |  |  |  |  |  |  |  |  |  |  |  |  |  |  |  |  |  |
|  |  | Denethor II          | Denethor II          | Denethor II          | Denethor II          | Denethor II          | Denethor II          |  |  | Finduilas               | Finduilas               | Finduilas               | Finduilas               | Finduilas               | Finduilas               |         |  |  |  |  |  | Éomund | Éomund | Éomund | Éomund | Éomund | Éomund |  |  | Théodwyn       | Théodwyn       | Théodwyn       | Théodwyn       | Théodwyn       | Théodwyn       |  |  |  |  |  |  |  |  |  |  |  |  |  |  |  |  |  |  |  |  |
|  |  |                      |                      |                      |                      |                      |                      |  |  |                         |                         |                         |                         |                         |                         |         |  |  |  |  |  |        |        |        |        |        |        |  |  |                |                |                |                |                |                |  |  |  |  |  |  |  |  |  |  |  |  |  |  |  |  |  |  |  |  |
|  |  |                      |                      |                      |                      |                      |                      |  |  |                         |                         |                         |                         |                         |                         |         |  |  |  |  |  |        |        |        |        |        |        |  |  |                |                |                |                |                |                |  |  |  |  |  |  |  |  |  |  |  |  |  |  |  |  |  |  |  |  |
|  |  | Boromir              | Boromir              | Boromir              | Boromir              | Boromir              | Boromir              |  |  | Faramir                 | Faramir                 | Faramir                 | Faramir                 | Faramir                 | Faramir                 |         |  |  |  |  |  | Éowyn  | Éowyn  | Éowyn  | Éowyn  | Éowyn  | Éowyn  |  |  | Éomer          | Éomer          | Éomer          | Éomer          | Éomer          | Éomer          |  |  |  |  |  |  |  |  |  |  |  |  |  |  |  |  |  |  |  |  |
|  |  | Boromir              | Boromir              | Boromir              | Boromir              | Boromir              | Boromir              |  |  | Faramir                 | Faramir                 | Faramir                 | Faramir                 | Faramir                 | Faramir                 |         |  |  |  |  |  | Éowyn  | Éowyn  | Éowyn  | Éowyn  | Éowyn  | Éowyn  |  |  | Éomer          | Éomer          | Éomer          | Éomer          | Éomer          | Éomer          |  |  |  |  |  |  |  |  |  |  |  |  |  |  |  |  |  |  |  |  |
|  |  |                      |                      |                      |                      |                      |                      |  |  |                         |                         |                         |                         |                         |                         |         |  |  |  |  |  |        |        |        |        |        |        |  |  |                |                |                |                |                |                |  |  |  |  |  |  |  |  |  |  |  |  |  |  |  |  |  |  |  |  |
|  |  |                      |                      |                      |                      |                      |                      |  |  |                         |                         |                         |                         |                         |                         | Elboron |  |  |  |  |  |        |        |        |        |        |        |  |  |                |                |                |                |                |                |  |  |  |  |  |  |  |  |  |  |  |  |  |  |  |  |  |  |  |  |
|  |  |                      |                      |                      |                      |                      |                      |  |  |                         |                         |                         |                         |                         |                         |         |  |  |  |  |  |        |        |        |        |        |        |  |  |                |                |                |                |                |                |  |  |  |  |  |  |  |  |  |  |  |  |  |  |  |  |  |  |  |  |
|  |  |                      |                      |                      |                      |                      |                      |  |  |                         |                         |                         |                         |                         |                         | Barahir |  |  |  |  |  |        |        |        |        |        |        |  |  |                |                |                |                |                |                |  |  |  |  |  |  |  |  |  |  |  |  |  |  |  |  |  |  |  |  |

## Títulos
A lo largo de El Señor de los Anillos se le atribuyen a Faramir diferentes títulos y jerarquías como «capitán de Gondor» y «capitán de la Torre Blanca», si bien este último título se le es atribuido a Boromir en un momento anterior de la historia, e incluso este es mencionado en Las Dos Torres como «capitán general de Gondor» y «alto guardián de la Torre Blanca». Faramir ocupó el cargo de senescal de Gondor después de la muerte de su padre; sin embargo, Denethor había sido el último de los senescales «regentes» que ostentaban el poder absoluto en espera del retorno del rey de Gondor. Aragorn renovó la vigencia del título de «senescal» para Faramir y le confirió también los títulos de «príncipe de Ithilien» y «señor de Emyn Arnen».
| Predecesor: Denethor II (como senescal regente) | Senescal de Gondor 3019 T. E. - 82 C. E. (Regente entre el 15 de marzo-1 de abril de 3019) | Sucesor: Elboron |
| Predecesor: Nombrado por el rey Elessar         | Príncipe de Ithilien y Senyor de Emyn Arnen 3019 T. E. - 82 C. E.                          | Sucesor: Elboron |

## Relación con Éowyn
La relación entre Faramir y Éowyn comenzó cuando ambos se encontraban en las Casas de la Curación, recuperándose tras la batalla. La dama de Rohan deseaba ir hacia el este para luchar junto a Aragorn en contra del señor oscuro, por lo que recurrentemente pedía que la dejaran marcharse. Los guardianes le replicaban que sólo el senescal de Gondor, Faramir, tenía la autoridad para hacerlo. Una vez que Éowyn logró encontrarlo, este «se quedó pasmado por su belleza y su tristeza», en palabras del libro The Return of the Kings: Book Three of Lord of the Rings de la colección BookCaps Study Guide. Faramir la invitó a pasear por los jardines y le dijo: «Entonces, Éowyn de Rohan, os digo que sois hermosa. En los valles de nuestras colinas crecen flores bellas y brillantes, y muchachas aún más encantadoras; pero hasta ahora no he visto en Gondor ni una flor ni una dama tan hermosa, ni tan triste». Ambos comenzaron así una relación. Cuando llegaron las noticias de la derrota de Sauron, Faramir volvió a ocupar su cargo de senescal. Pero cuando Éomer, el hermano de Éowyn, le pidió a esta que se reuniera con él en los festejos de Cair Andros, ella se negó a asistir. Faramir le preguntó por los motivos de su decisión y le declaró su amor una vez más, además de preguntarle: «¿No amáis o no queréis amarme?». En ese momento, la dama de Rohan lo rechazó nuevamente ya que antes había declarado en Edoras que se había enamorado de Aragorn, afirmó esta vez que deseaba ser una curadora ya que no podría ser una reina de Gondor. Tras esto, Faramir manifestó su intención de casarse con ella.

### Concepto
La rapidez con la que se establecieron los vínculos entre Faramir y Éowyn refleja una idiosincrasia que Tolkien describe como «menos romántica» y «más noble», en la cual los «pequeños escarceos y avances» del amor cortés son rechazados. Un factor en el desarrollo de su amor proviene de la creencia personal de Tolkien de que los sentimientos se engrandecen en momentos de gran estrés y bajo la expectativa de una muerte cercana. Originalmente, Tolkien empleaba la palabra «vos» en El Señor de los Anillos para mostrar una actitud deliberadamente afectiva o cariñosa por parte de la persona que la pronunciaba. En Los pueblos de la Tierra Media, el último volumen de La historia de la Tierra Media, Christopher Tolkien presentó los bocetos originales de su padre para el capítulo El Senescal y el Rey, en el cual dicho uso de la palabra «vos» era empleado para enfatizar el desarrollo de la relación.
La relación entre Faramir y Éowyn adquiere una parte relevante en una reflexión que Tolkien realizó sobre la guerra en un segmento de El Señor de los Anillos. Fleming Rutledge, autor de The Battle for Middle-Earth: Tolkien's Divine Design in The Lord of the Rings, coincidió con Shana Watkins al afirmar que Tolkien, en sus cartas, condenaba la violencia y «no podía defender otra guerra que no fuera una de último recurso, como la Guerra del Anillo». Además, llamó a Faramir «una de las mejores creaciones de Tolkien» y comentó que fue la comprensión amistosa del personaje hacia Éowyn lo que volvió «hermosa» su historia. También aclaró que, mientras Aragorn era una figura de amor distante para la dama, Faramir la amaba por ser como era.

## Representación en adaptaciones deEl Señor de los Anillos

### Arte
Faramir aparece en varias ilustraciones realizadas por John Howe, Ted Nasmith y Anke Katrin Eißmann para El Señor de los Anillos y otras publicaciones. Una de las escenas del libro que fue representada muchas veces es la del encuentro entre Faramir y Éowyn en lo más alto de Minas Tirith. Evidentemente, Eißmann respeta la descripción de Faramir realizada en el libro al representarlo como un hombre imberbe de pelo negro, enfatizando además su reciente recuperación tras la herida del Puñal de Morgul, para la ilustración del diálogo con Éowyn. En cambio, Nasmith dibuja a Faramir con pelo de color marrón.

### Radio
Andrew Seear le dio voz al personaje de Faramir en la adaptación de radio de El Señor de los Anillos llevada a cabo por la BBC en el año 1981. Esta serie fue muy conocida por adherirse fielmente a la historia relatada en los libros, tanto que Peter Jackson decidió darle crédito a la hora de producir su trilogía cinematográfica. En la serie radial, la caracterización de Faramir sigue de cerca los atributos del personaje de la historia original; por ejemplo, Faramir es capaz de resistirse a la tentación del Anillo Único mientras que en la trilogía de Peter Jackson no.

### Películas
En la adaptación de El retorno del Rey realizada por Rankin/Bass Productions en el año 1980, se puede ver a un hombre de pelo oscuro al lado de Éowyn saludando a Aragorn cuando este llega a Minas Tirith. Este personaje podría tratarse de Faramir.

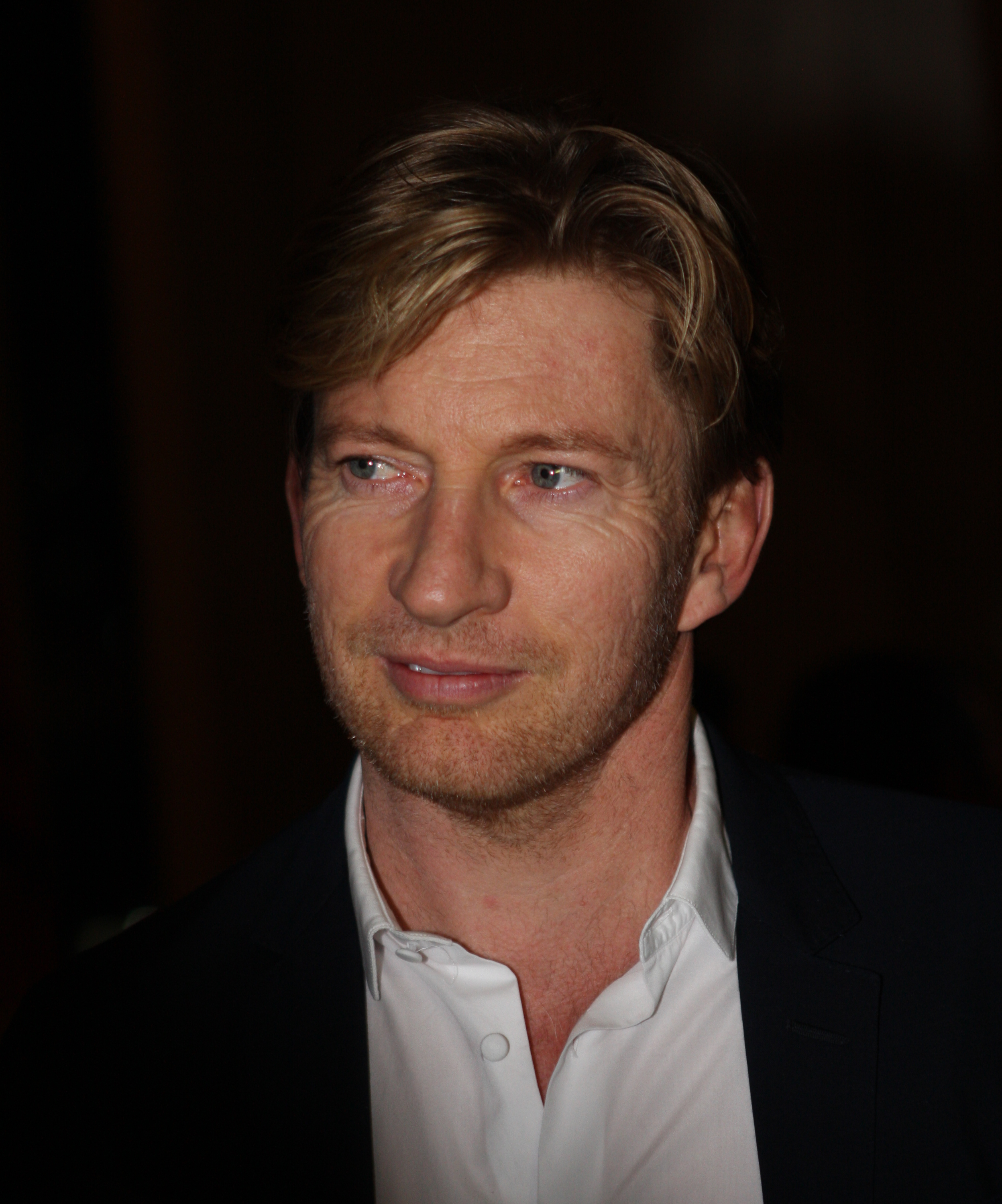
David Wenham, intérprete de Faramir en la trilogía cinematográfica de Peter Jackson.

En la trilogía dirigida por Peter Jackson, Faramir es caracterizado por David Wenham. Tanto sus apariciones como también las de su hermano Boromir, interpretado este último por Sean Bean, fueron ligeramente alteradas con respecto a las descripciones presentadas en los libros: en las películas, ambos tienen cabello rubio y poseen una incipiente barba, mientras que en los libros ambos tenían cabello oscuro y, según se afirma en los Cuentos Inconclusos, eran imberbes.
La trama de la segunda película, Las dos torres, introduce una desviación bastante significativa respecto de la historia original: Faramir no deja ir en primera instancia a Frodo, Sam y Gollum, pero finalmente decide enviarlos a Gondor junto con el Anillo. Los lleva hasta Osgiliath y, cuando los Nazgûl atacan la ruinosa ciudad y Frodo se encuentra en grave peligro de ser capturado, Faramir los deja en libertad a los tres. Este cambio no fue del todo bien recibido por la crítica.
La explicación dada por Jackson es que se necesitaba otra aventura para retrasar la marcha de Frodo y Sam, ya que el episodio de Cirith Ungol había sido traspasado a la tercera película y, por lo tanto, un nuevo clímax se tornaba necesario. De hecho, según la historia original, Frodo y Sam recién alcanzan la Puerta Negra de Mordor aproximadamente cuando se produce la caída de Isengard. Jackson también declaró que era necesario el hecho de que Faramir fuese tentado por el Anillo porque en sus películas todos los personajes eran tentados; concederle a Faramir una inmunidad especial contra esta tentación habría sido inconsistente, a los ojos de la audiencia, con el resto de la historia fílmica. La coguionista Philippa Boyens y el actor David Wenham defendieron los cambios del personaje de Faramir argumentando que era necesario incrementar el dramatismo y la tensión en la trama de la película: la naturaleza incorruptible de Faramir presentada en el libro no habría sido posible de traspasar adecuadamente a una película.
Muchos seguidores de El Señor de los Anillos se mostraron poco convencidos de las explicaciones dadas por Jackson y su equipo; otros opinaron que a los personajes de Faramir y Boromir se les habían asignado características demasiado similares, por lo cual el contraste que existía entre ambos personajes en la historia original se había diluido notablemente en las películas. Una escena que fue especialmente criticada es la que muestra el maltrato, incluyendo golpes, hacia Gollum por parte de los vigías de Faramir y la complicidad implícita de este último. En el libro, Faramir llamaba «Sméagol» a la criatura en vez de «Gollum», y les había dado instrucciones a sus hombres para que lo traten a este gentilmente; aunque no sin vigilarlo permanentemente.
En la edición extendida de Las dos torres, Jackson incluyó una escena —que no aparece en el libro— con un flashback mostrando que Denethor le había negado la posibilidad a Faramir de viajar a Rivendel, pero en su lugar se la concedió a Boromir. Es por esto que Faramir, en sus ansias por demostrarle a su padre que se equivocaba al subestimar sus cualidades, quería hacer todo lo posible para conseguir y entregarle él mismo el Anillo. La naturaleza de la relación entre Faramir y Boromir es mostrada de igual manera en el libro, pero el favoristmo de Denethor hacia Boromir no parece afectar las decisiones de Faramir en Ithilien. Los críticos han opinado que la edición extendida de las películas deja mejor parado al personaje de Faramir.

### Videojuegos y miniaturas
Faramir es un personaje con el que se puede jugar en el videojuego El Señor de los Anillos: el retorno del Rey. En un video adicional del mismo, Wenham afirmó que «Faramir y Boromir eran hermanos y no hubiera sido imposible que [el primero] fuera en su lugar a Rivendel. Si aquello hubiera sucedido, Faramir habría sobrevivido y regresado a Gondor». También aparece en el juego de miniaturas El Señor de los Anillos, el juego de batallas estratégicas editado por Games Workshop. Se crearon tres figurillas: una donde está con sus soldados, otra en compañía de Damrod y la tercera lo muestra de pie y montado a caballo.

## Impacto cultural
La Unión Astronómica Internacional ha dado nombres a todas las pequeñas colinas en Titán, el satélite natural de Saturno, en honor a los trabajos de Tolkien. Por ejemplo, en 2012 se nombró «Faramir Colles» —«Colinas de Faramir»— a una zona de colinas de allí. Kerby Anderson, en su libro Marriage, Family, and Sexuality empleó una metáfora relacionada con Faramir y Boromir para aconsejar sobre mantener la virginidad antes del matrimonio. Describió al hijo menor de Denethor como «el más sabio y fuerte de los dos» por resistirse a usar el Anillo Único cuando se le presentó la oportunidad. Concluyó con la pregunta retórica: «¿Y qué hay de ti? ¿Eres un Boromir testarudo o un Faramir sabio, que conoce su debilidad ante la tentación y por eso la evita?».